# Cylindromyia aldrichi
Cylindromyia aldrichi là một loài ruồi trong họ Tachinidae.